# サンフランシスコ・フェリービル
サンフランシスコ・フェリービル（San Francisco Ferry Building）は、アメリカ合衆国のサンフランシスコにあるフェリーターミナル。マーケット・ストリートの突き当たりに位置している。

## 歴史
1898年完成。木造の旧ターミナル（1875年築）の旅客処理が限界に達したため規模を拡大して建設された。全長200m、高さ75mの大型建築でありサンフランシスコのランドマークとなった。また路面電車など市内交通の拠点として機能した。しかしサンフランシスコ・オークランド・ベイブリッジ（1936年）、ゴールデン・ゲート・ブリッジ（1937年）の相次ぐ完成でフェリーの旅客が激減し、フェリービルは「余剰施設」となった。1950年代にはビルの目の前に高架の高速道路が建設され、影の薄い存在に転落した。
復活の契機となったのは1989年のロマ・プリータ地震である。この地震で市内の高速道路は大きな損傷を受けたが、フェリービルは無傷だった。長い論争の末、港湾地区の高速道路を撤去して遊歩道を整備することに決定した。老朽化していたフェリービルも改修工事が行われ、内部は飲食店を中心とした商業施設に生まれ変わった。フェリーの利用はかつてのような水準に戻ることはないと見られているが、近年は増加傾向にある。

### フェリービルの映像
- 1906年のサンフランシスコ地震の前に撮影された映像

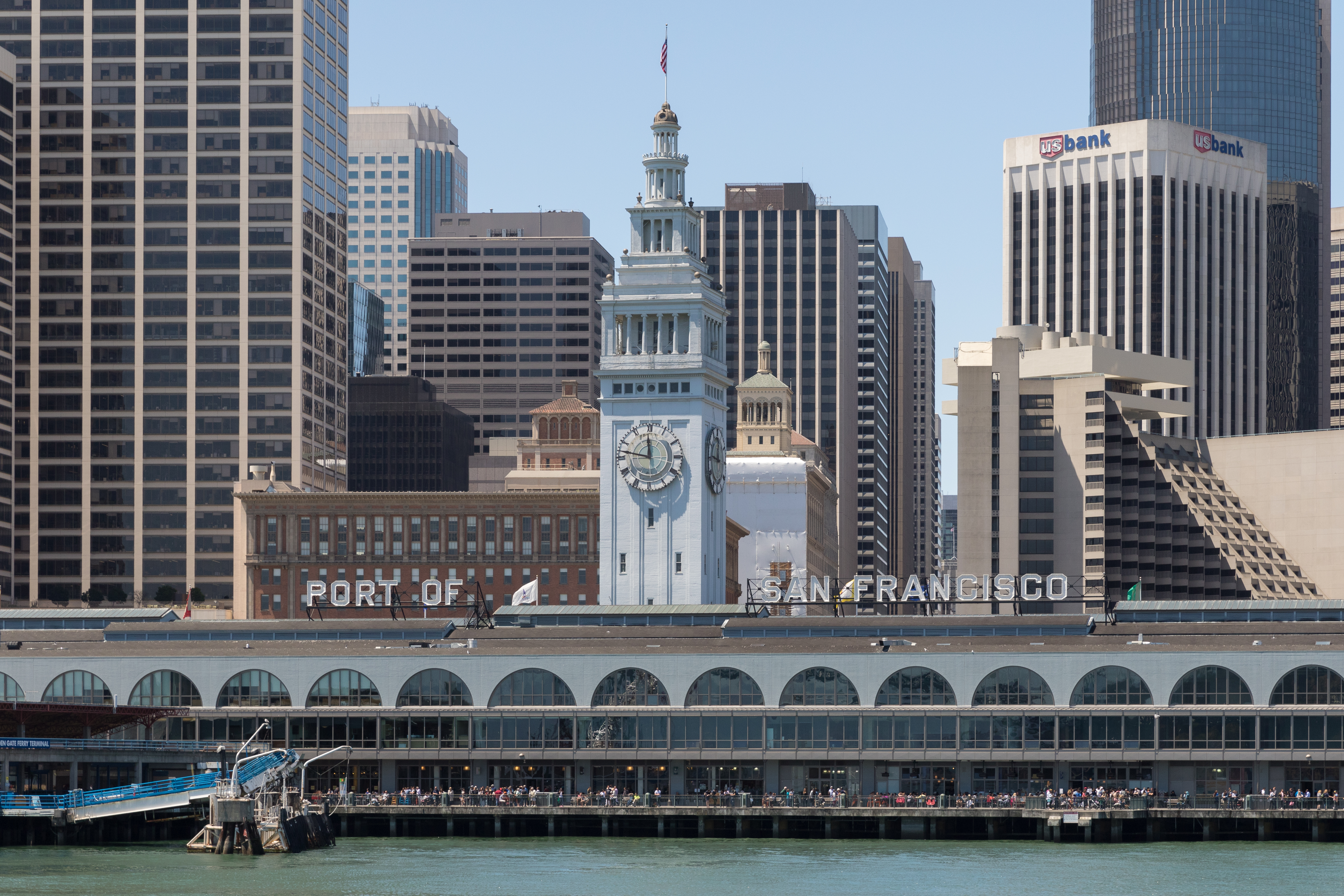
海側のフェリービル

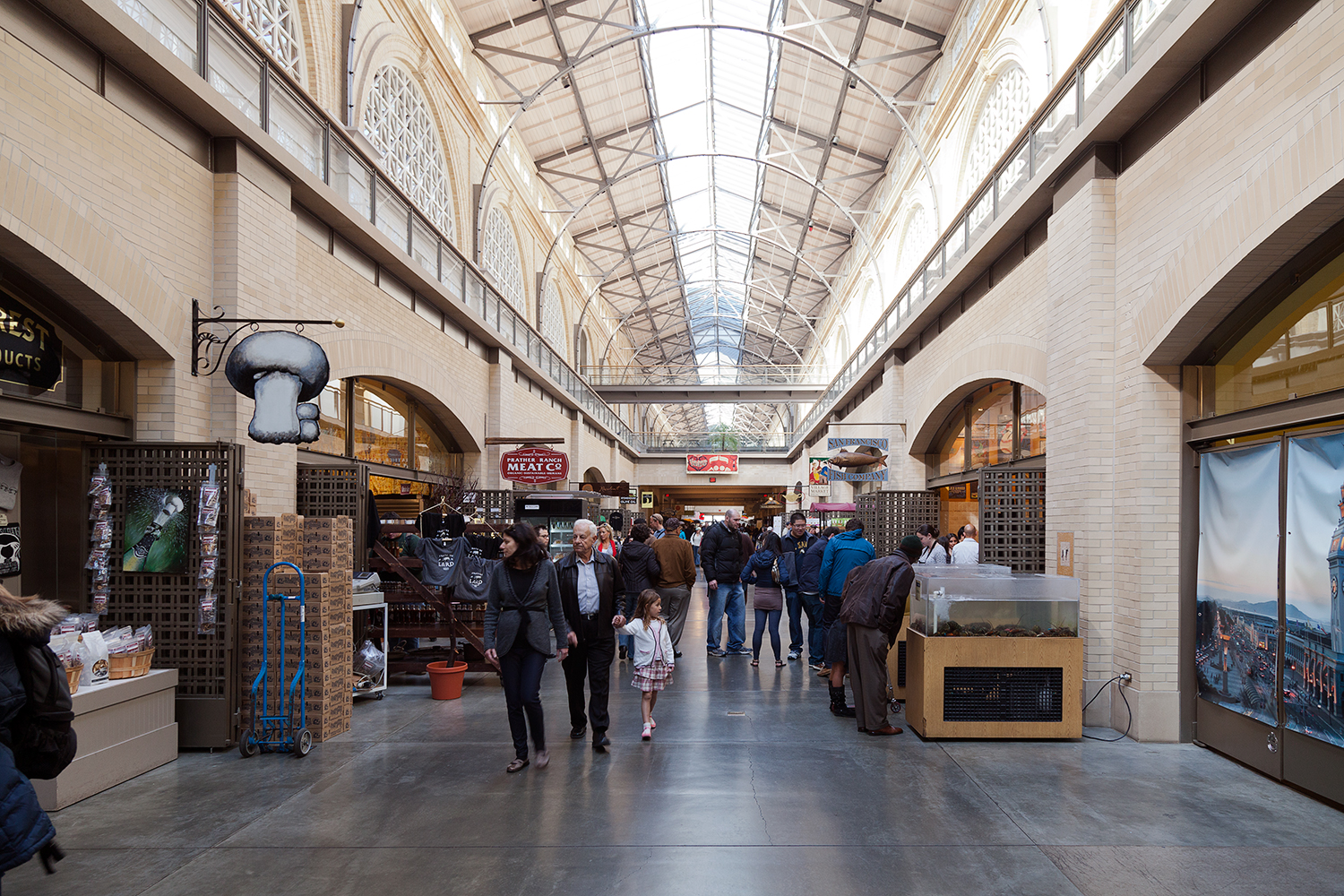
マーケットプレイス

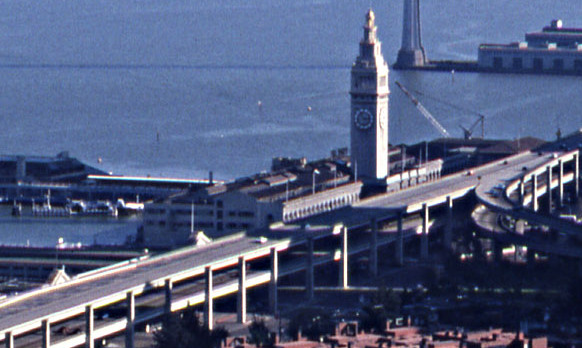
1982年のフェリービル